# Blizanów (gmina)
Blizanów [bliˈzanuf] est une commune rurale de la Voïvodie de Grande-Pologne et du powiat de Kalisz. Elle se situe à environ 17 kilomètres au nord de Kalisz et à 94 kilomètres au sud-est de la capitale régionale Poznań. Son siège est la ville de Blizanów. Elle occupe une surface de 157,82 km2.